# Wolfgang Sachs
Pour les articles homonymes, voir Sachs.
Wolfgang Sachs, né le 25 novembre 1946 à Munich (Allemagne),  est un économiste contemporain qui a effectué une des critiques les plus radicales de la notion de développement.
Directeur de l'Institut de Wuppertal pour le climat, l'environnement et l'énergie en Allemagne, l'un des principaux think tank écologiques d'Europe, il a su animer une réflexion collective autour de la notion de l’« après-développement », précurseur de celle de décroissance.

## Parcours
Après avoir été Research Fellow dans le projet Énergie et Société de l'Université technique de Berlin au début des années 1990, il coédite le Dictionnaire du Développement. Cet ouvrage est une remise en cause de la notion de développement.
Depuis 1993, il travaille à l’Institut de Wuppertal pour le climat, l'environnement et l'énergie.
Sa réflexion sur le développement rejoint celle de personnes se réclamant de l'héritage du philosophe autrichien Ivan Illich, comme le Mexicain Gustavo Esteva, avec lequel il a écrit un livre sur l'après-développement : Des ruines du développement.
Il élargit alors son champ de recherches pour inclure les relations entre la globalisation et la durabilité, ainsi que l'analyse de nouveaux modèles de richesse.
Il dirige actuellement le projet transversal Globalisation et Durabilité et les études doctorales sur le thème « L'environnement et l'équité dans le régime du commerce international ».

## Son implication internationale
Wolfgang Sachs compte également parmi les membres fondateurs du Collegium international éthique, politique et scientifique, association qui souhaite apporter des réponses intelligentes et appropriés qu'attendent les peuples du monde face aux nouveaux défis de notre temps.

### Ouvrages originaux
- Die Liebe zum Automobil. Ein Rückblick in die Geschichte unserer Wünsche. - Reinbek: Rowohlt, 1984 (Tb. 1990). Auch auf Englisch erschienen.
- Zur Archäologie der Entwicklungsidee - Frankfurt: IKO-Verlag, 1992. Auch auf Englisch, Französisch, Italienisch erschienen.
- Zukunftsfähiges Deutschland, hrsg. von BUND und Misereor - Berlin-Basel: Birkhäuser, 1996. Auch auf Englisch, Italienisch, Japanisch
- Planet Dialectics: Explorations in Environment and Development. - London: Zed Books, 1999 (Nach uns die Zukunft. Der globale Konflikt um Gerechtigkeit und Ökologie. - Frankfurt: Brandes & Apsel, 2002). Auch auf Japanisch erschienen.
- avec Santarius, Tilman et al.; Fair Future. Begrenzte Ressourcen und globale Gerechtigkeit ; ein Report. - München : Beck, 2005. Auch auf Englisch und Italienisch.
- avec Santarius, Tilman et al.; Slow Trade - Sound Farming. A Multilateral Framework for Sustainable Markets in Agriculture, hrsg. von Heinrich Böll Stiftung und Misereor - Aachen, 2007  (Slow Trade - Sound Farming. Handelsregeln für eine global zukunftsfähige Landwirtschaft) Auch auf Spanisch, Französisch, Arabisch, Tschechisch erschienen.
- Zukunftsfähiges Deutschland in einer globalisierten Welt., hrsg. von Brot für die Welt, eed und BUND - Frankfurt am Main: Fischer, 2008

### Ouvrages traduits en français
- Des ruines du développement, Écosociété, 1996, 138 p. (ISBN 978-2-921561-05-1)